# اريك غريفين
اريك غريفين (بالإنجليزية: Eric Griffin)‏ هو عازف قيثارة وموسيقي أمريكي، ولد في 28 ديسمبر 1976 في بوسطن في الولايات المتحدة.

## وصلات خارجية
- اريك غريفين على موقع ميوزك برينز (الإنجليزية)
- اريك غريفين على موقع أول ميوزيك (الإنجليزية)
- اريك غريفين على موقع ديسكوغز (الإنجليزية)